# Oljovski (Krymsk, Krasnodar)
Oljovski (del ruso: Ольховский) es un jútor del raión de Krymsk del krai de Krasnodar, en Rusia. Está situado en la orilla derecha del Adagum, de la cuenca del Kubán, 18 km al noroeste de Krymsk y 83 km al oeste de Krasnodar. Tenía 97 habitantes en 2010
Pertenece al municipio Kíyevskoye.